# Storm (låt av Victor Crone)
Storm är en låt av den svenska sångaren Victor Crone. Låten representerade Estland i Eurovision Song Contest 2019 i Tel Aviv efter att ha vunnit den estniska tävlingen Eesti Laul.

## Eurovision Song Contest
Den 3 september 2018 bekräftade det estniska sändningsföretaget, ERR, sin medverkan i Eurovision Song Contest 2019 och att tävlingsbidraget skulle väljas ut genom tävlingen Eesti Laul. Tävlingen har använts sedan 2009 för att välja ut det estniska bidraget. Inlämningsperioden för intresserade artister och låtskrivare öppnades den 1 oktober. Finalen avgjordes den 16 februari 2019 där "Storm" med Victor Crone vann och blev det estniska bidraget till Eurovision Song Contest 2019.
Victor Crone framförde låten i den första semifinalen där den gick vidare till finalen. Där slutade den på tjugonde plats med 76 poäng.